# Zlatoličje
Zlatoličje is een plaats in Slovenië en maakt deel uit van de gemeente Starše in de NUTS-3-regio Podravska. De plaats telde 740 inwoners op 1 januari 2020.